# Fiestas de San Juan Bautista (La Encina)
Las Fiestas de San Juan Bautista son las fiestas patronales de La Encina, Villena (Alicante). Se celebran cada año durante el jueves, viernes, sábado y domingo siguientes al 24 de junio.

## Historia
El antecedente de las Fiestas de San Juan Bautista en La Encina fue la celebración realizada los días 28 y 29 de agosto (día del martirio de San Juan) de 1913 con motivo de la bendición e inauguración de la parroquia de La Encina. Durante estos días, además de los correspondientes eventos religiosos, se celebraron otros actos como un concierto de la banda municipal de Villena o el lanzamiento de un castillo de fuegos artificiales.
La primera celebración oficial de las fiestas fue al año siguiente, el 24 de junio de 1914, durante las cuales se realizó la primera procesión con el patrón. En 1915 se incorporaron a los actos las becerradas, y en las fiestas de 1922 las novilladas y juegos florales infantiles.
Tras la Guerra Civil se eliminaron del programa de actos todos los festejos taurinos pero se incorporó un partido amistoso del equipo local de fútbol. En 1944 se incorpora una carrera ciclista denominada "Circuito de La Encina" cuyo recorrido era La Encina-Fuente la Higuera-Almansa-La Encina.
Hasta 1962 no se plantó la primera falla, y desde entonces se convirtió en el centro de las fiestas. Durante esta década también se empezó a realizar la ofrenda floral y en los años 70 se añade el desfile de disfraces.
En los sucesivos años se van creando nuevos actos para enriquecer la fiesta , entre los que destacan el concurso de gachamigas, las "mascletás", la elección de las reinas de fiestas, la erección de una segunda falla en la barriada de las Casas Nuevas, el tren fallero (locomotora adornada con motivos falleros que pasaba sobre unos raíles llenos de petardos, haciéndolos explotar a su paso mientras hacía sonar su silbato) y “La Encina en fiestas” (pasodoble compuesto por el Maestro Manuel Carrascosa dedicado a las fiestas de La Encina, y que se interpreta todos los años como última pieza del tradicional concierto de la banda municipal de música de Villena).

## Programa actual

### Fin de semana previo
Los actos del fin de semana previo son variables en función del año. En 2012 se ha programado para el día 22 el tradicional concierto de la banda municipal de Villena con la interpretación del pasodoble “La Encina en fiestas”, para el día 23 la "I Carrera y Marcha Popular La Encina" por la mañana y una "Fiesta de la cerveza" por la tarde-noche. El día 24 se celebrará la tradicional misa en honor a San Juan Bautista. Años atrás las fiestas recuperaron la tradición ciclista de los años 40, celebrándose el “Circuito Mountain Bike La Encina”, organizado por la Peña Mountain Bike Caudete. 

### Semana de fiestas

#### Jueves
El jueves a las 21:00 h se produce la inauguración oficial de las fiestas con el encendido del alumbrado, el volteo de campanas y el lanzamiento de petardos y cohetes. Después se inaugura la barraca y se comienza la “plantá” de la falla.

#### Viernes
El viernes por la mañana se organiza una feria infantil en la puerta de la iglesia. Por la tarde tradicionalmente se realiza el Concierto de la banda municipal de Villena, que en 2012, por causas ajenas a la comisión de fiestas, se ha debido trasladar a la semana anterior. En su lugar se realizará el Pregón de Fiestas que concluirá con un Vino de Honor. Y por la noche la primera Gran Verbena de las fiestas.

#### Sábado
El sábado comienza el día con una “despertá” por todas las calles de La Encina. Después se disputa el clásico partido entre solteros y casados. Y tras la misa en honor a la Virgen del Carmen se organiza una “sesión vermout” previa a la primera “mascletá” de las fiestas (14:00 h) desde el paseo. 
Por la tarde tiene lugar la cabalgata de disfraces. Y se termina el día con un gran castillo de fuegos artificiales antes de comenzar la Gran Verbena.

#### Domingo
El domingo tras una nueva “despertá” se organiza el concurso de gachamigas y las cucañas y juegos infantiles para los más pequeños. A las 14:00 h, tras la solemne misa en honor a San Juan Bautista, se ofrece la segunda “mascletá”, esta vez desde las inmediaciones de la falla.
Por la tarde se celebra la ofrenda al patrón y la procesión. Terminando los festejos con la “cremá” de la falla a las 00:00 h y la última verbena de fiestas.